# Nangchung Pemba Dhondup
Nangchung Pemba Dhondup tibétain : སྣང་བྱུང་སྤེན་པ་དོན་གྲུབ, Wylie : snang byung spen pa don grub 1884-1951), populairement connu sous le nom de Langchunga tibétain : གླང་ཆུང་ང, Wylie : glang chung nga, est un homme politique tibétain. 
Il est le garpön laïc principal de Ngari, dans l'ouest du Tibet. Il est ensuite nommé ministre en 1932, fonction qu'il exerce jusqu'en 1943. Il succède à Surkhang Wangchen Tseten en tant que Gouverneur général du Kham en 1938, une fonction qu'il exerce jusqu'en 1942. 